# Judita Laššáková
Judita Laššáková (ur. 4 grudnia 1977 w Bratysławie) – słowacka polityk, deputowana do Parlamentu Europejskiego X kadencji.

## Życiorys
Z wykształcenia prawniczka, absolwentka prywatnej uczelni Paneurópska vysoká škola. Kilkukrotnie bez powodzenia kandydowała w wyborach samorządowych. Była asystentką europosłów Lívii Járóki i Miroslava Radačovskiego. W okresie pandemii COVID-19 publikowała treści przeciwko wprowadzanym restrykcjom. Została moderatorką podcastu, który współprowadził Daniel Bombic, określany przez słowackie media jako ekstremista i propagator dezinformacji, wobec którego wszczęta została procedura ekstradycyjna z Wielkiej Brytanii. Związała się z ugrupowaniem SMER. Z jego ramienia w wyborach w 2024 uzyskała mandat eurodeputowanej X kadencji.